# Nissan Armada
Der Nissan Armada (bis 2004 Pathfinder Armada) ist ein Pkw-Modell des japanischen Automobilherstellers Nissan. Der achtsitzige Armada stellt die SUV-Version des Pickups Nissan Titan dar. Auf derselben Plattform bauen auch der Infiniti QX56 (bis 2013) und der QX80 auf (seit 2014). Alle drei Fahrzeuge basieren auf Nissans F-Alpha-Plattform. Die zwischen 2003 und 2016 gebaute erste Generation wurde in Canton Mississippi gebaut. Die 2016 vorgestellte zweite Generation wird wie der Nissan Patrol in Yukuhashi in Japan produziert. Die dritte Generation der Baureihe wurde 2024 präsentiert.

## 1. Generation (2003–2016)
Der Nissan Pathfinder Armada wurde am 17. April 2003 auf der New York International Auto Show enthüllt und ab Ende 2003 angeboten. Die Umstellung auf den Namen „Armada“ erfolgte im September 2004 zum Modelljahr 2005, wo er neue Embleme ohne den Namen „Pathfinder“ erhielt.
Als Motorisierung steht ein 5,6-Liter-V8-Ottomotor mit 227 kW (309 PS) bei 5200 min−1 und einem maximalen Drehmoment von 520 Nm bei 3200 min−1 zur Verfügung. Dabei wird die Kraft mittels einer Fünfstufen-Automatik wahlweise auf alle Räder oder nur nach hinten übertragen. Der Verbrauch liegt zwischen 15 und 20 Litern Normalbenzin auf 100 Kilometern, wobei der Motor auch für den Ethanolbetrieb ausgelegt ist.
Zur Ausstattung gehört unter anderem ESP sowie Airbags für alle drei Sitzreihen. Die Heckklappe lässt sich elektrisch öffnen und gibt den maximal 2574 Liter fassenden Kofferraum frei. Im Fahrzeuginneren ist eine Klimaautomatik für die vorderen Reihen erhältlich. Für die hinteren Sitzreihen gibt es das DVD-Entertainment-System, dessen Bildschirm sich im Dach befindet. Weiterhin gibt es ein Keyless-Go-System, ein Festplattennavigationssystem mit Sprachsteuerung und Touchscreen, eine Rückfahrkamera sowie elektrisch verstellbare Pedale und Sitze.
2007 erfolgte ein Facelift, bei dem unter anderem Front- und Heckpartie überarbeitet wurden.

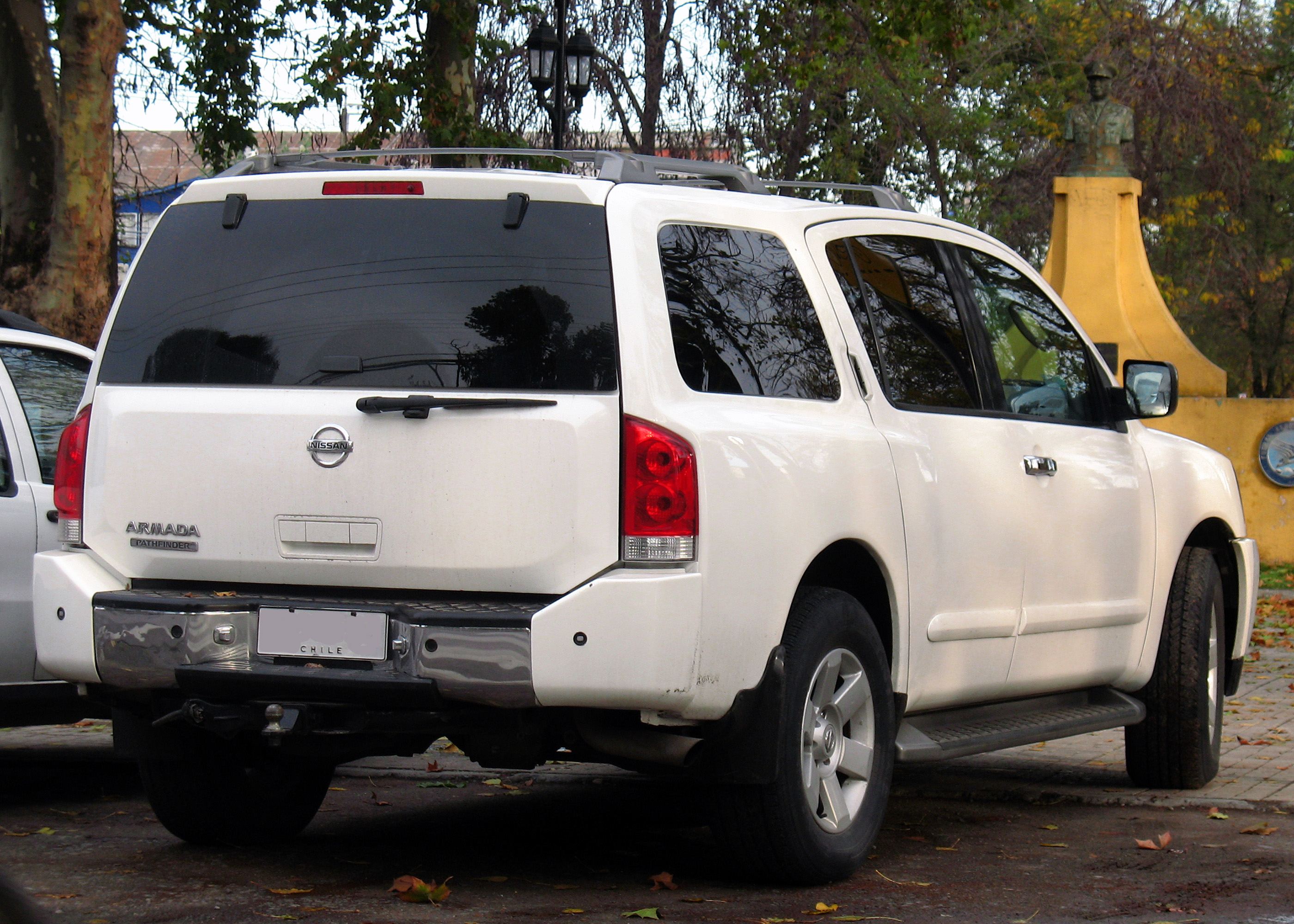
Heckansicht Pathfinder Armada
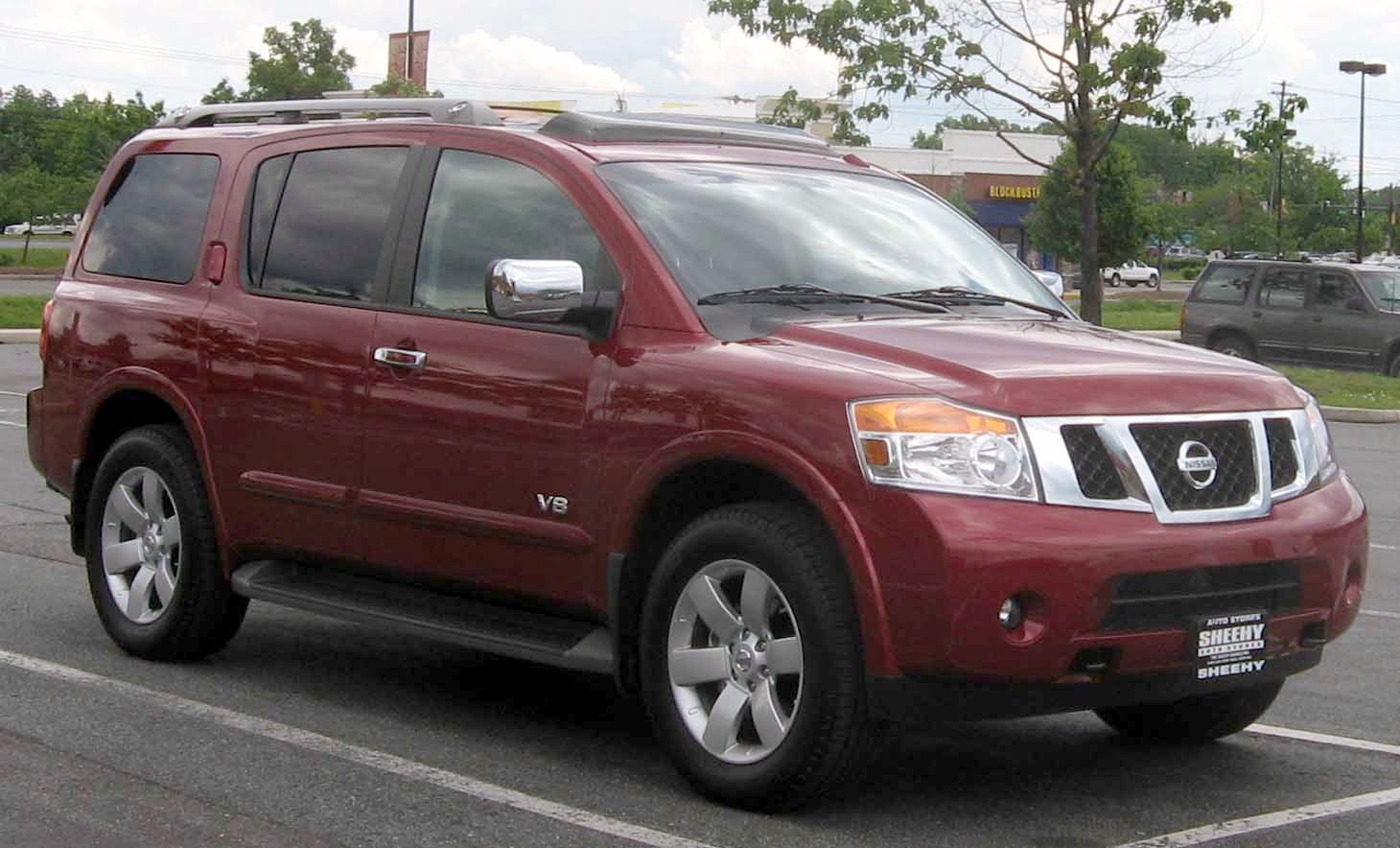
Facelift (2008–2016)
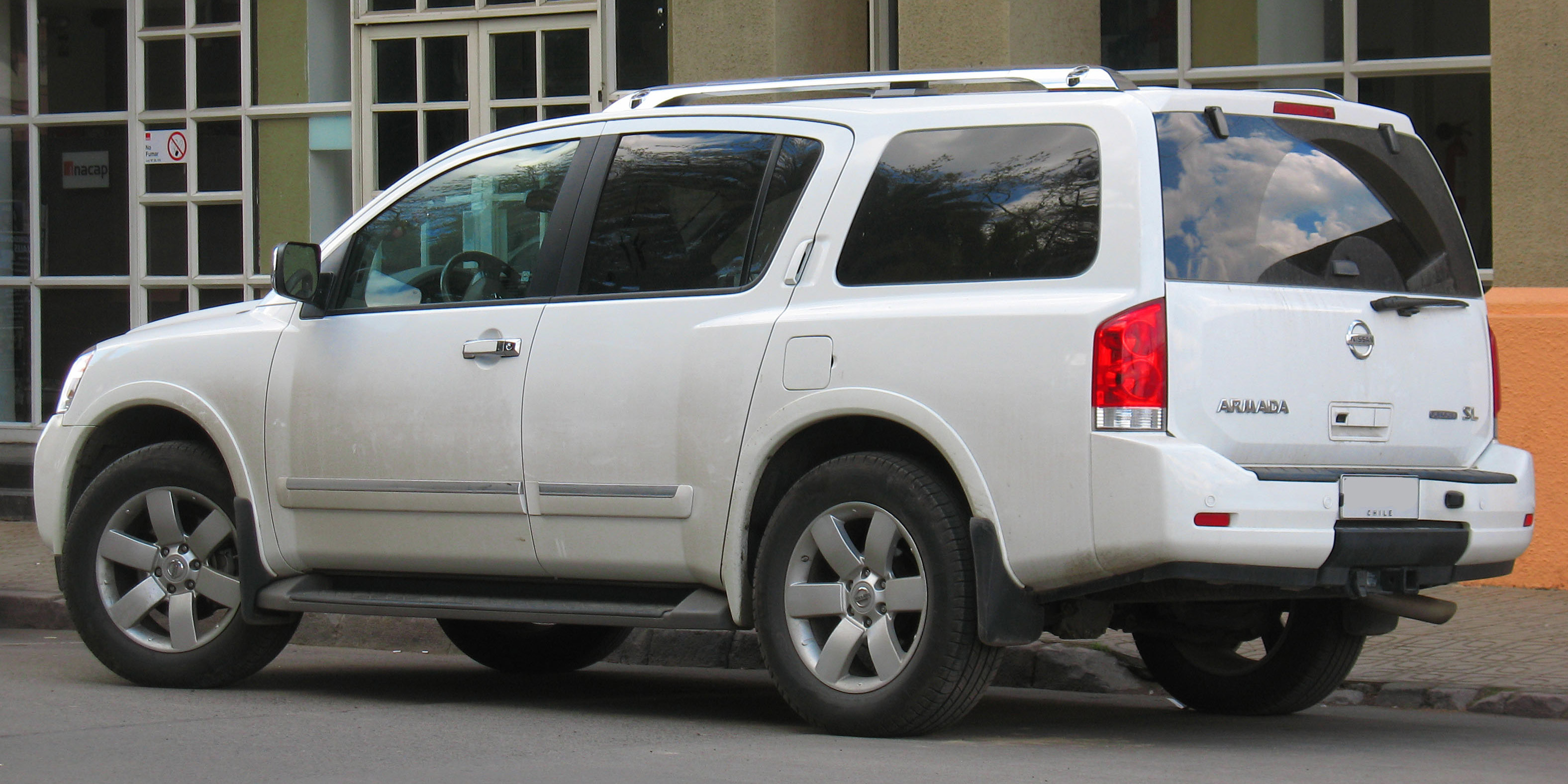
Heckansicht

## 2. Generation (2016–2024)
Die zweite Generation des SUV präsentierte Nissan im Februar 2016 auf der Chicago Auto Show. In Nordamerika wurde das Fahrzeug ab August 2016 verkauft. Die Plattform teilt sich die zweite Generation nun auch mit dem Nissan Patrol sowie weiterhin mit dem Infiniti QX80. Wie schon das Vorgängermodell wird das SUV wieder mit Hinterradantrieb oder Allradantrieb angeboten. Angetrieben wird der Armada wieder von einem 5,6-Liter-V8-Ottomotor, der in der neuen Generation 291 kW (396 PS) leistet.
Am 8. Dezember 2020 stellte Nissan eine überarbeitete Version des Armada vor. Die Front- und Heckpartie wurde modernisiert und der Designsprache neuerer Nissan-Modelle wie dem Pathfinder angepasst. Die Leistung des 5,6-Liter-V8-Motors wurde im Zuge des Facelifts auf 298 kW (405 PS) gesteigert.

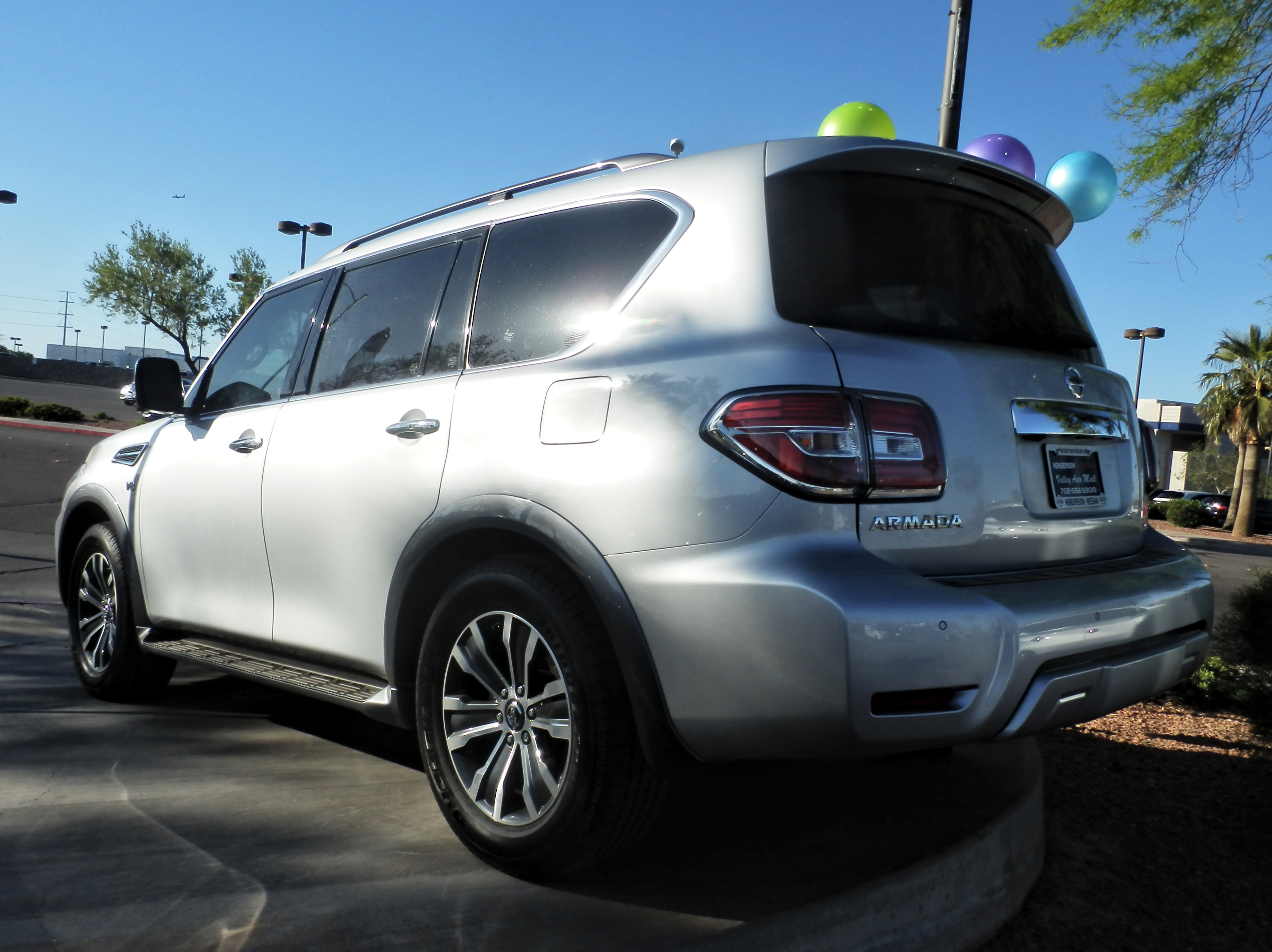
Heckansicht
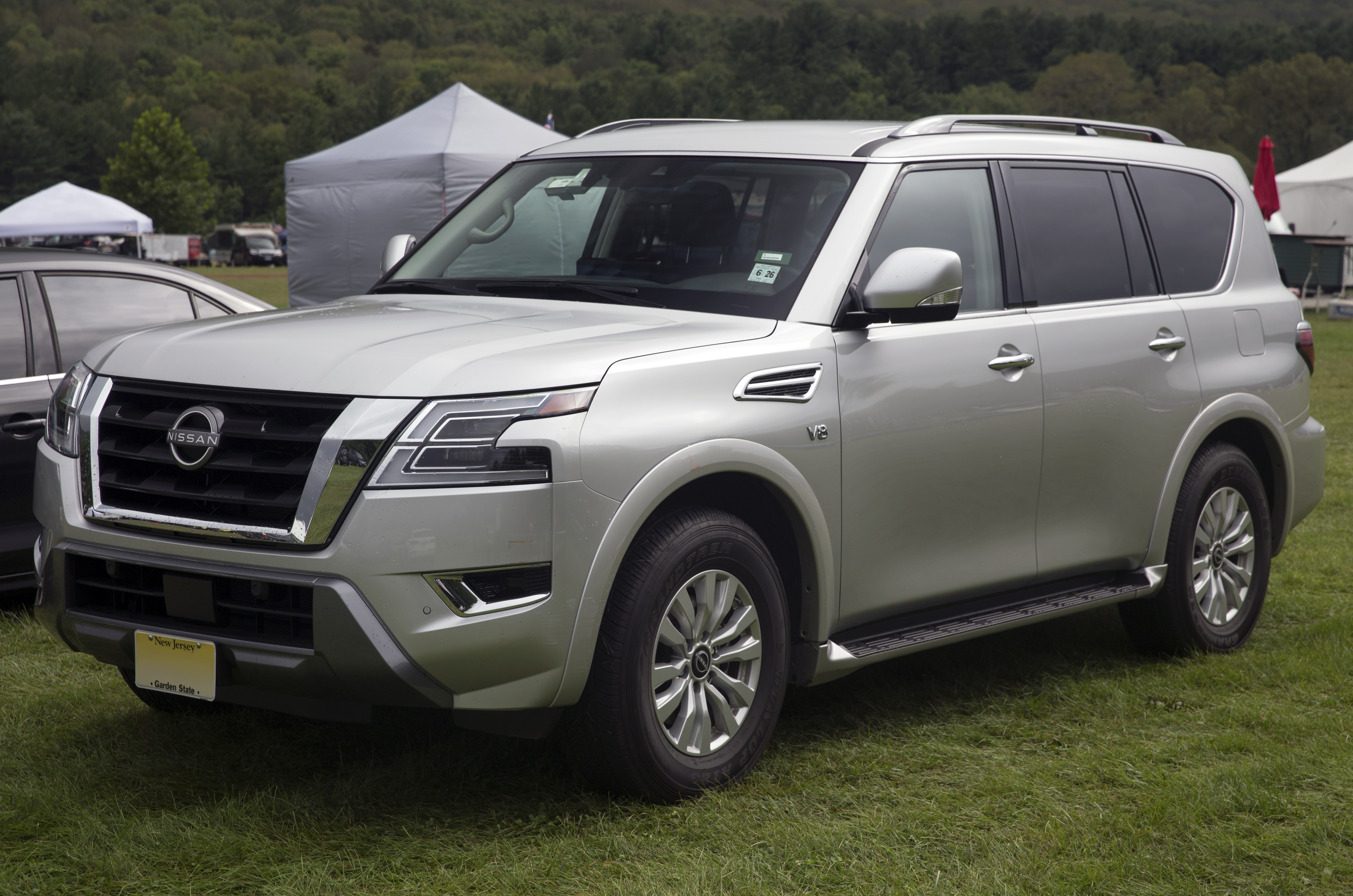
Facelift (2020–2024)
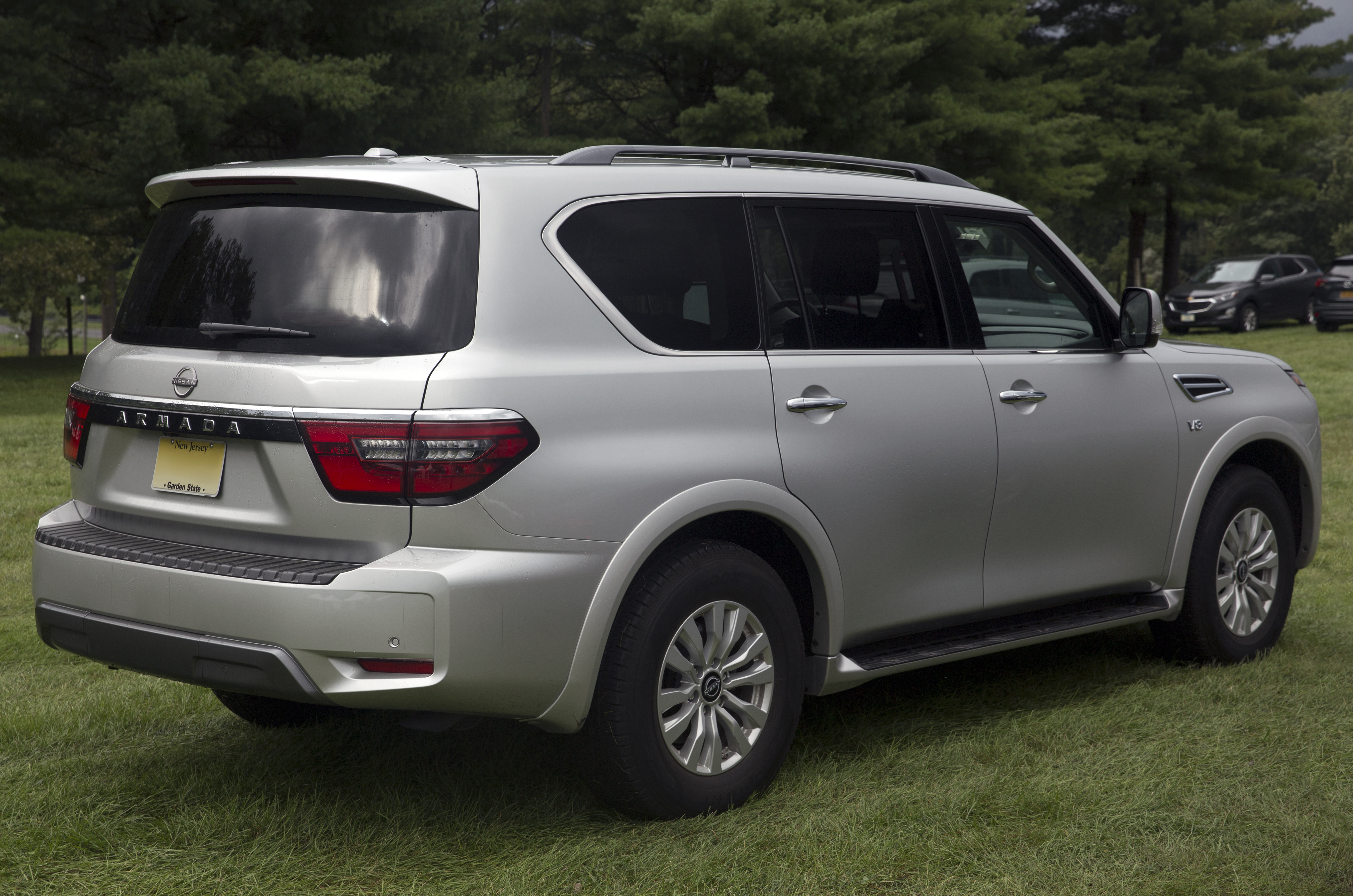
Heckansicht

## 3. Generation (seit 2024)
Die dritte Generation des SUV präsentierte Nissan Anfang September 2024. Im November 2024 kam das Modell in den Handel. Fortan wird der Armada von einem aufgeladenen 3,5-Liter-V6-Ottomotor mit 317 kW (431 PS) angetrieben. Es gibt ihn wieder mit Hinterrad- oder Allradantrieb. Im Juni 2025 wurde außerdem die sportlichere Nismo-Ausführung mit maximal 343 kW (466 PS) vorgestellt.

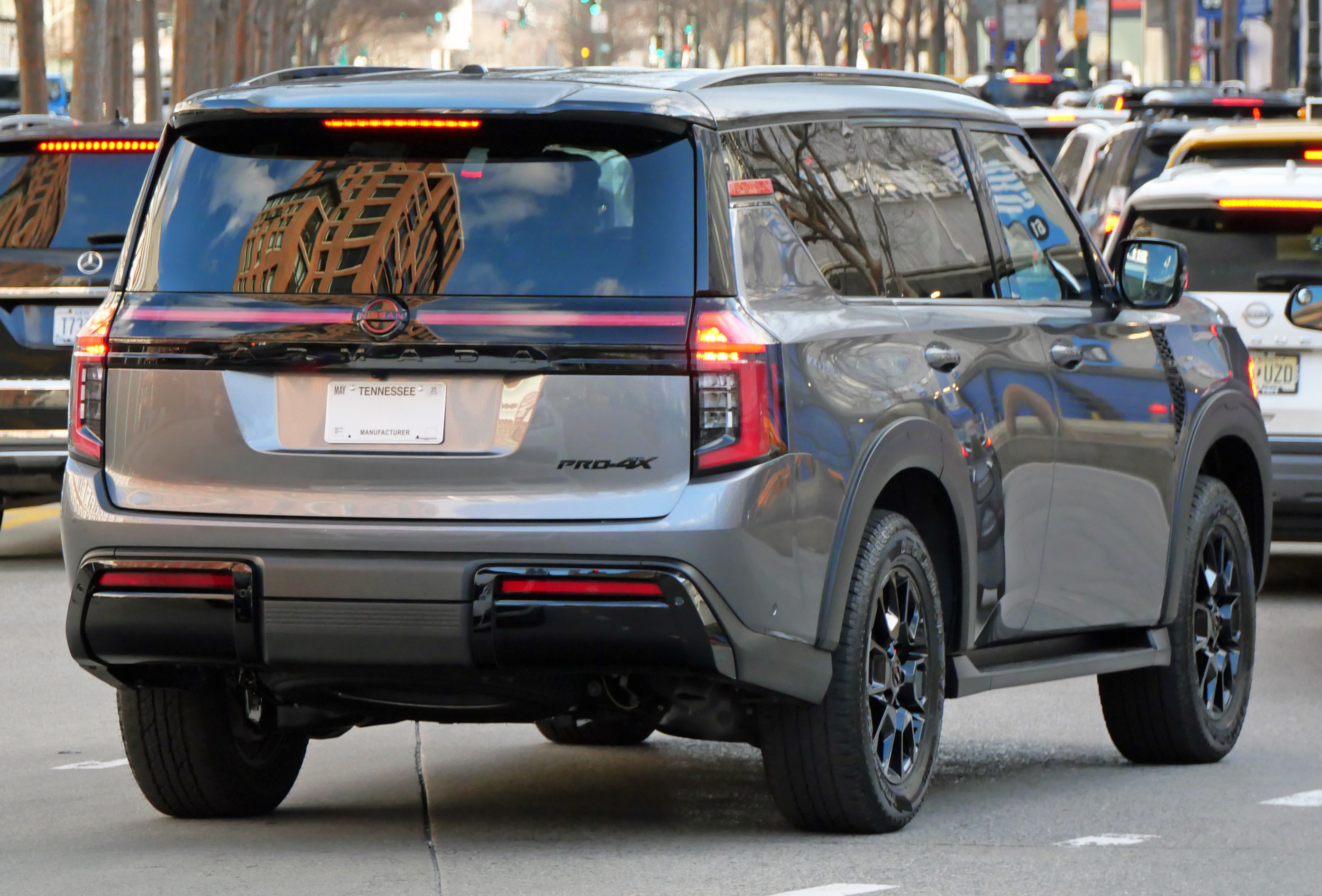
Heckansicht